# Шамсон, Андре
Андре Жюль Луи Шамсон (фр. Andre Jules Luis Chamson) (6 июня 1900 года, Ним — 9 ноября 1983 года, Париж) — французский писатель и архивариус. Академик. Он был номинирован на Нобелевскую премию по литературе.

## Биография
Андре Шамсон родился 6 июня 1900 года в городе Ним департамента Гар (Франция). Окончил École des Chartes (Школа Уставов) по специальности палеографа-архивариуса (выпуск 1924 года). Высшее образование получил в Сорбонне (Париж), окончил литературный факультет.
До Второй мировой войны он был основателем-директором журнала Vendredi и хранителем музея.
Во время Второй мировой войны он руководил большими секциями Лувра. Ему удалось спрятать некоторые из самых известных сокровищ искусства, в том числе Венеру Милосскую, в замке Валансе герцога Талейрана, который одновременно считался герцогом Саганом- германским подданным и мог не опасаться обысков. Позже в Вархе Шамсон присоединился к вооруженному Сопротивлению и стал майором французских частей под командованием генерала де Латтра де Тассиньи.
Входил в состав редакционного совета возрожденного в 1946 году журнала «Европа».
Андре Шамсон был куратором Музея Малого дворца (Париж) и с 1959 по 1971 год директором Национального архива Франции.
В 1956—1959 годы был президентом PEN International, всемирной ассоциации писателей.
17 мая 1956 года 18 голосами, включая Жюля Ромена, Андре Моруа и Жоржа Дюамеля, был избран во Французскую академию. В 1958 году он был избран руководителем Académie des Jeux Floraux (Академии Цветочных Игр- традиционных литературных состязаний, начало которым было положено в Древнем Риме).
Изначально писал о французской деревне, о ее социальных особенностях (романы «Ру — бандит», 1925; «Люди с дороги», 1927). Во время усиления фашизма в Европе написал книги антифашистской направленности («Год побежденных», 1934; «Галера», 1939). Среди его произведений также: роман «Снег и цветок» (1951) — острая критика социальных нравов; повесть «Человек, шедший впереди меня» (1948) — о духовной бедности буржуазии; автобиографическая книга «Итог наших дней» (1954) и другие.
Большинство его рассказов связаны с его родиной- Севеннами, с жизнью простых жителей.
Дочь Андре Шамсона и Люси Мазорик (фр. Lucie Mazauric) Фредерика Эбрар (фр. Frédérique Hébrard) — французская актриса, писательница и сценарист. Родилась 7 июня 1927 года на Юге Франции в городе Ним. Взяла в качестве псевдонима фамилию своей бабушки по материнской линии.
Шамсон умер в Париже 9 ноября 1983 года. Он похоронен со своей женой недалеко от Пика де Баретт в коммуне Валлероуг (департамент Гир), с видом на долину Талейрак.

## Сочинения
- Roux le bandit, 1925;
- Les Hommes de la route, 1927;
- Le Crime des justes, 1928;
- L ' Auberge de l’Abîme, 1933;
- La Neige et la Fleur, 1951;
- La Tour de Constance, 1970, и др.